# Памятник Агате Кристи
Памятник Агате Кристи (англ. Agatha Christie Memorial) установлен в честь английской писательницы и драматурга, относящейся к числу самых известных в мире авторов детективной прозы Агаты Кристи.
Открытие состоялось 25 ноября 2012 года к 60-летию её пьесы «Мышеловка».
Памятник установлен в театральном районе Лондона, в самом центре Ковент-Гардена на пересечении улиц Крэнборн-стрит и Грейт-Ньюпорт-стрит. Автор — скульптор Бен Твистон-Дэвис.

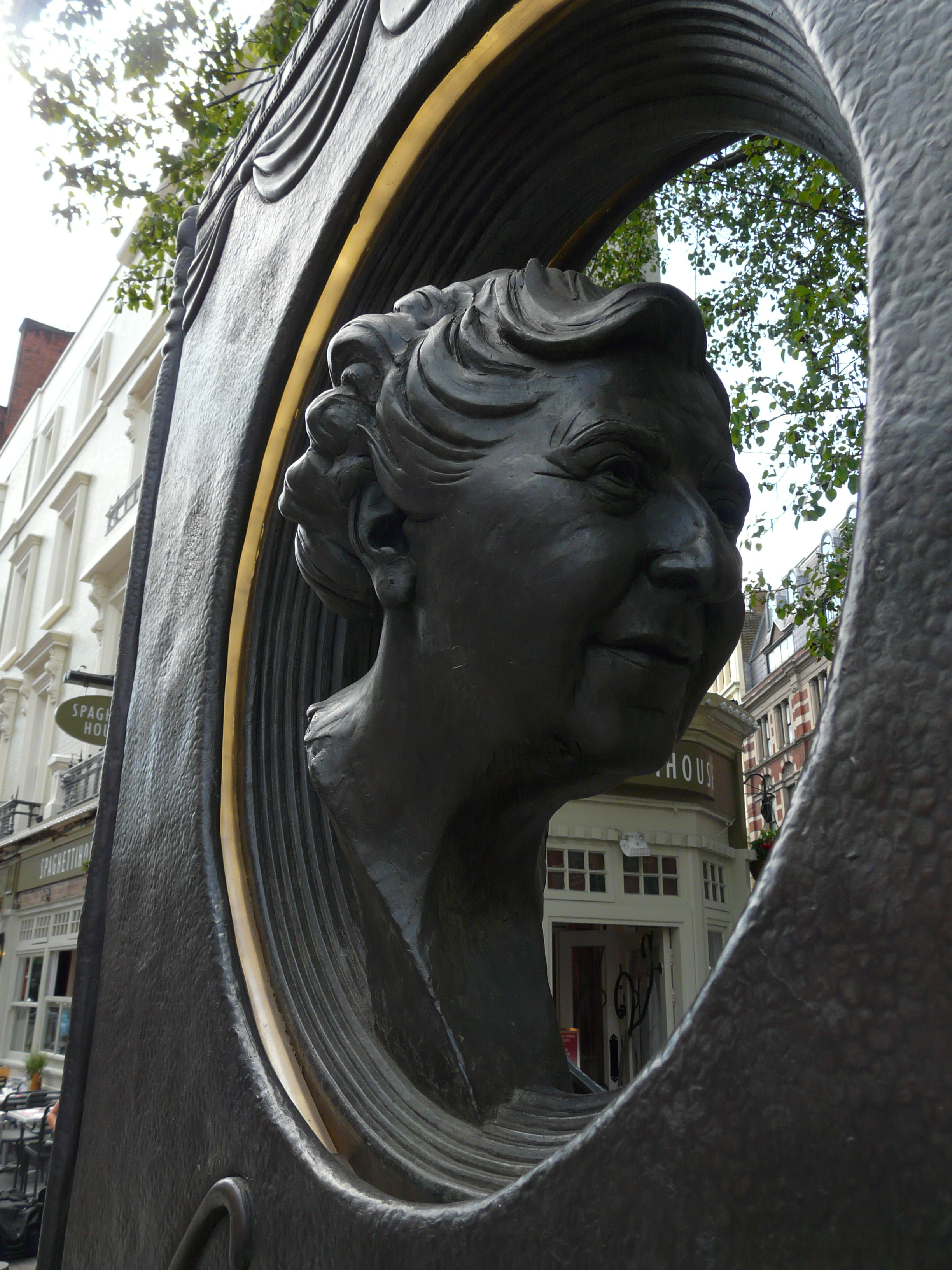

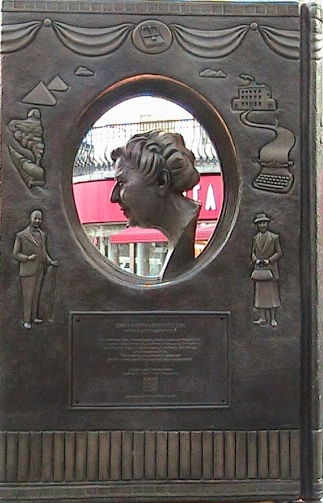

Представляет собой книгу с изображением А. Кристи в центре. Высота бронзового памятника около 2,4 м. Освещён как снизу, так и изнутри. Надпись на лицевой стороне гласит: Agatha / Christie / 1890—1976.
Кроме того, на памятнике помещены названия некоторых самых популярных книг и пьес автора на английском языке и на некоторых из других языках, на которые были переведены произведения А. Кристи. Названия были выбраны на конкурсе среди её поклонников.